# روویل (فلوریدا)
روویل (به انگلیسی: Roeville) یک منطقهٔ مسکونی در ایالات متحده آمریکا است که در شهرستان سانتا امرسون، فلوریدا واقع شده‌است. روویل ۶۰۸ نفر جمعیت دارد و ۱۱٫۸۹ متر بالاتر از سطح دریا قرار دارد.